# Юда Іскаріот

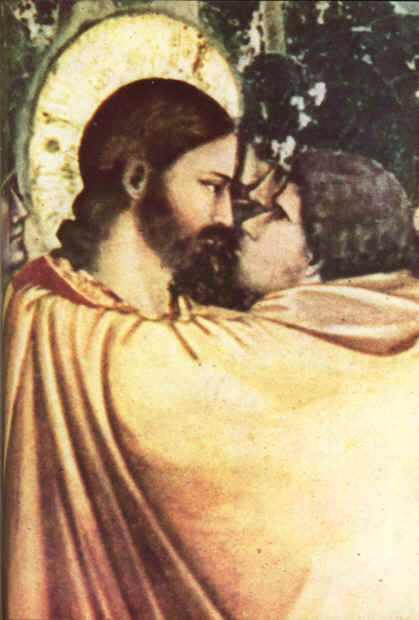
Поцілунок Юди (елемент фрески у виконанні маляра Джотто ді Бондоне)

Юда Симонів Іскаріот (івр. יהודה איש קריות, грец. Ὶούδας Ὶσκαριώτης) — «Юда, людина з Керіййота») — один з апостолів (учнів) Ісуса Христа, котрий зрадив свого вчителя.

## Походження імені
Існує декілька гіпотез походження апостола і його імені.

Ю́да (Іуда, єврейська вимова: Ієгуда, Єгуда, івр. יְהוּדָה) — з єврейської — «хвалити Господа!»; єврейське ім'я або прізвище. Прізвисько «Іскаріот» в середовищі апостолів Юда отримав для відмінності від іншого учня Христа, Юди, сина Якова, прозваного Фадеєм.
Іскаріот (Isch Qerijot, івр. אִישׁ - קְרִיּוֹת, іш-керіййот, де івр. אִישׁ — людина, чоловік;
івр. קְרִיּוֹת — місто, передмістя, Керіййот, Керіййот, Кір'ят.
- «Людина з Керіота», названий за місцем свого народження. В Юдеї у той час існувало поселення Іш Керіот (Isch Qerijot) — можливо, тотожне сучасному місту Крайот в Юдеї, тоді Юда Іскаріот був єдиним апостолом, що не походив із Галилеї, а з Юдеї. Проте цьому немає однозначного підтвердження, за виключенням (Нав. 15:25).
- За іншою теорією, оскільки слово «керіййот» має значення передмістя, то «Іш-Керіййот» дослівно перекладається як «житель передмістя», що дуже ймовірно, оскільки Єрусалим у ті часи був досить великим містом, і біля нього було багато маленьких селищ, які й називалися «Крайот»
- Іноді значення слова виводять із арам. іш карія «брехливий», або від кореня грец. σκαρ рівного євр.-арамейська. sqr «фарбувати» (Іскаріот — «фарбувальник»).
- Можливо Іскаріот — це спотворене грец. грец. σικάριος (sikários) («сікарії»; «озброєний кинджалом», «вбивця»), як іноді називали зелотів — учасників визвольної боротьби проти римського панування в Юдеї.

З євангелістів тільки Іван називає чотири рази Юду Симоновим (Ів. 6:71,Ів. 12:4, Ів. 13:2, Ів. 13:26). Іван прямо не називає апостола сином Симона, а значить, Симон міг бути Юді за старшого брата, якщо батько Іскаріота передчасно помер.

## Біблійна історія

### Синоптичні Євангелія
Ім'я Юди Іскаріота з'являється у Синоптичних Євангеліях з самого початку, у списках дванадцятьох покликаних апостолів. У Євангеліях від Матвія та Марка вже спочатку при перерахуванні апостолів до його імені додано роз'яснення його майбутньої ролі «…та Юда Іскаріотський, що й видав Його» (Мк. 3:19,Мт. 10:4). Після покликання апостолів, належить і Юда Іскаріот до тих, до яких Ісус звертається «Брати» (Мк. 3:34) з впевненістю, що всі, які сповнюють волю Господню, є його братами. Юда належить також і до решти апостолів посланих Ісусом до народу « І вийшли вони, і проповідували, щоб каялися. І багато вигонили демонів, і оливою хворих багато намащували і вздоровляли.» (Мк. 6:12-13). У інших місцях Євангелій, Юда Іскаріот не був особливо виділений своєю невпевненістю чи особливими питаннями. Лише після виникнення плану у первосвящеників та книжників вбивства Ісуса (Мк. 14:1-11) названий Юда Іскаріот, як той, що подався до них Його видати та згодився отримати за це срібняки. За Євангелієм від Матвія, Юда Іскаріот почав шукати первосвящеників одразу ж після мирування жінкою Ісуса Христа у Витанії «Тоді один із Дванадцятьох, званий Юдою Іскаріотським, подався до первосвящеників, і сказав: Що хочете дати мені, і я вам Його видам? І вони йому виплатили тридцять срібняків. І він відтоді шукав слушного часу, щоб видати Його» (Мт. 26:14-15). Євангеліст Матвій також єдиний, хто описує, що Юда Іскаріот розкаявся, та повернув 30 срібняків «Тоді Юда, що видав Його, як побачив, що Його засудили, розкаявся, і вернув тридцять срібняків первосвященикам і старшим, та й сказав: Я згрішив, невинну кров видавши. Вони ж відказали: А нам що до того? Дивись собі сам… І, кинувши в храм срібняки, відійшов, а потому пішов, та й повісився…» (Мт. 27:3-5).

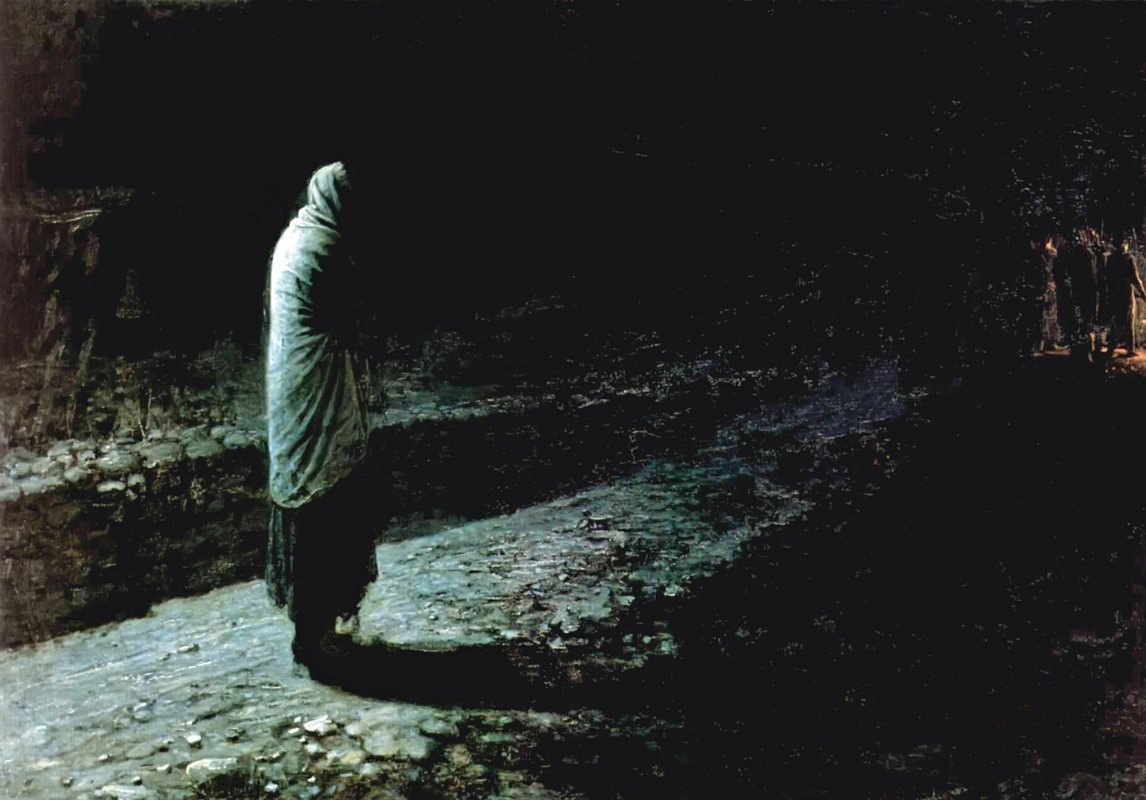
«Совість, Юда», 1891 (Ґе Микола Миколайович)

Євангеліст Матвій також дописує, що ті 30 срібняків навіть первосвященики не захотіли покласти у церковну скарбничку, а викупили за це гончарське поле, щоб ховати мандрівників, наголошуючи тим ще раз на відповідальності Юди Іскаріота. Євангеліє від Луки на відміну від попередніх, називає причину поведінки Юди Іскаріота — ним заволодів сатана (Лк. 22:3). Подібно як і в Євангелії від Марка, Лука описує, пропозицію первосвящеників заплатити Юді, навіть без його прохання. Під час Тайної вечері, Ісус Христос каже: «Поправді кажу вам, що один з-поміж вас, який споживає зо Мною, видасть Мене…» (Мк. 14:18), не називаючи імені, проте додає «…та горе тому чоловікові, що видасть він Людського Сина! Було б краще тому чоловікові, коли б він не родився!…» (Мк. 14:21). Всі апостоли затужили і питались «чи не я Господи». «Юда ж, зрадник Його, відповів і сказав: Чи не я то, Учителю? Відказав Він йому: Ти сказав…»(Мт. 26:25). Проте Ісус всім ламає хліб із словами «Прийміть, споживайте, це тіло Моє.» (Мт. 26:26) і всі його їдять та п'ють вино з однієї чаші «..це кров Моя Нового Заповіту, що за багатьох проливається на відпущення гріхів!»(Мт. 26:28). Після цього всі Євангелія описують, що Юда приводить охорону Храму та римських солдат до місця перебування Ісуса — Гефсиманського саду та видає його поцілунком. Дії Апостолів додають до того факту, що після скоєного він розкаявся та повісився, також те що «.. Дух Святий був прорік про Юду, який показав дорогу для тих, хто Ісуса схопив, бо він був зарахований з нами, і жереб служіння оцього прийняв. І він поле набув за заплату злочинства, а впавши сторчма, він тріснув надвоє, і все нутро його вилилось…» (Дії 1:16:-28).

### Євангеліє від Івана
У Євангелії від Івана постаті Юди додані риси, що не проявляються у синоптичних Євангеліях. Так, постать апостола Петра, який визнає Ісуса Христа за Сина Бога живого, протиставляється до Юди, якого названо дияволом: «Чи не Дванадцятьох Я вас вибрав? Та один із вас диявол… Це сказав Він про Юду, сина Симонового, Іскаріота. Бо цей мав Його видати, хоч він був один із Дванадцятьох.» (Ів. 6:70:-71). У синоптичних Євангеліях розповідається, що після помазання Ісуса Христа дорогоцінним миром, апостоли питали чому миро не продали і не роздали гроші бідним? Ця подія описана євангелістом Іваном дещо інакше — це опротестовує лише Юда Іскаріот: «І говорить один з Його учнів, Юда Іскаріотський, що мав Його видати: Чому мира оцього за триста динарів не продано, та й не роздано вбогим? А це він сказав не тому, що про вбогих журився, а тому, що був злодій: він мав скриньку на гроші, і крав те, що вкидали.»(Ів. 12:4:-6). Отже Юда був також і той хто тримав гроші, хоча про це і не згадано у синоптичних Євангеліях. Це посилює мотив його зради наголошений у Євангелії від Матвія.
Євангеліє від Івана доповнює події останніх днів Ісуса Христа також подією миття ніг апостолів Ісусом (Ів. 13:1:-30). Юді також Ісус обмиває ноги, хоча і каже: «Хто обмитий, тільки ноги обмити потребує, бо він чистий увесь. І ви чисті, та не всі. Бо Він знав Свого зрадника, тому то сказав: Ви чисті не всі.»(Ів. 13:10:-11). Опис тайної вечері у Євангелії від Івана поданий так, що Ісус все-таки позначає того хто його зрадить:
| При столі, при Ісусовім лоні, був один з Його учнів, якого любив Ісус. От цьому кивнув Симон Петро та й шепнув: Запитай, хто б то був, що про нього Він каже? І, пригорнувшись до лоня Ісусового, той говорить до Нього: Хто це, Господи? Ісус же відказує: Це той, кому, умочивши, подам Я куска. І, вмочивши куска, подав синові Симона, Юді Іскаріотському!... За тим же куском тоді в нього ввійшов сатана. А Ісус йому каже: Що ти робиш роби швидше... Але жаден із тих, хто був при столі, того не зрозумів, до чого сказав Він йому. А тому, що тримав Юда скриньку на гроші, то деякі думали, ніби каже до нього Ісус: Купи, що потрібно на свято для нас, або щоб убогим подав що. А той, узявши кусок хліба, зараз вийшов. Була ж ніч.(Ів. 13:23:-30) | 

Лише після того, як Юда залишив Ісуса, приготовано дорогу Ісуса на хрест, що звершує його єдність з Богом-отцем. У прощальній промові до апостолів Ісус молиться за них: «…Коли з ними на світі Я був, Я беріг їх у Ймення Твоє, тих, що дав Ти Мені, і зберіг, і ніхто з них не згинув, крім призначеного на загибіль, щоб збулося Писання.» (Ів. 17:1:-12).

## Синонім зради
Ім'я Юди стало синонімом зради. Згідно з Євангелієм, за зраду Юді заплатили 30 срібняків, котрі часто символізують винагороду за зраду.
Після того, як Ісус Христос був розп'ятий, Юда повернув гроші первосвященикам та старійшинам, сказавши: «Згрішив я, зрадивши кров невинну». Вони ж відповіли йому: «Що нам до того?». Кинувши гроші в храмі, Юда пішов і повісився.
Після зради і самогубства Юди учні вирішили на основі написаного у Святому Письмі вибрати нового апостола на місце Юди. Вони обрали двох кандидатів: Йосипа і Матвія. І помолившись, для того, щоб Бог вказав, кого зробити апостолом, кинули жереб. Жереб випав Матвію, так він був зарахований до Апостолів.

## У літературі
Історія Юди привертала увагу цілого ряду письменників нового часу, дії Юди — героя художніх творів, тлумачились по-різному. Наприклад, отримало поширення пояснення, що Юда мусив зрадити свого вчителя, щоб Ісус міг виконати свою місію і Юда зрозумів це. Тому Юда також, як і Христос, приносить себе в жертву. Тим не менше, з точки зору християнства, це значить, що Юда здійснює гріх гордині.[джерело?]